# Toúmpa (ort i Grekland, Mellersta Makedonien, Nomós Serrón)
Toúmpa (Toumpa) är en ort i Grekland.   Den ligger i prefekturen Nomós Serrón och regionen Mellersta Makedonien, i den nordöstra delen av landet, 300 km norr om huvudstaden Aten. Toúmpa ligger 47 meter över havet och antalet invånare är 576.
Terrängen runt Toúmpa är platt åt sydväst, men åt nordost är den kuperad.Runt Toúmpa är det ganska glesbefolkat, med 30 invånare per kvadratkilometer. Närmaste större samhälle är Serrai, 14,9 km nordväst om Toúmpa. Trakten runt Toúmpa består till största delen av jordbruksmark.